# 白線流し

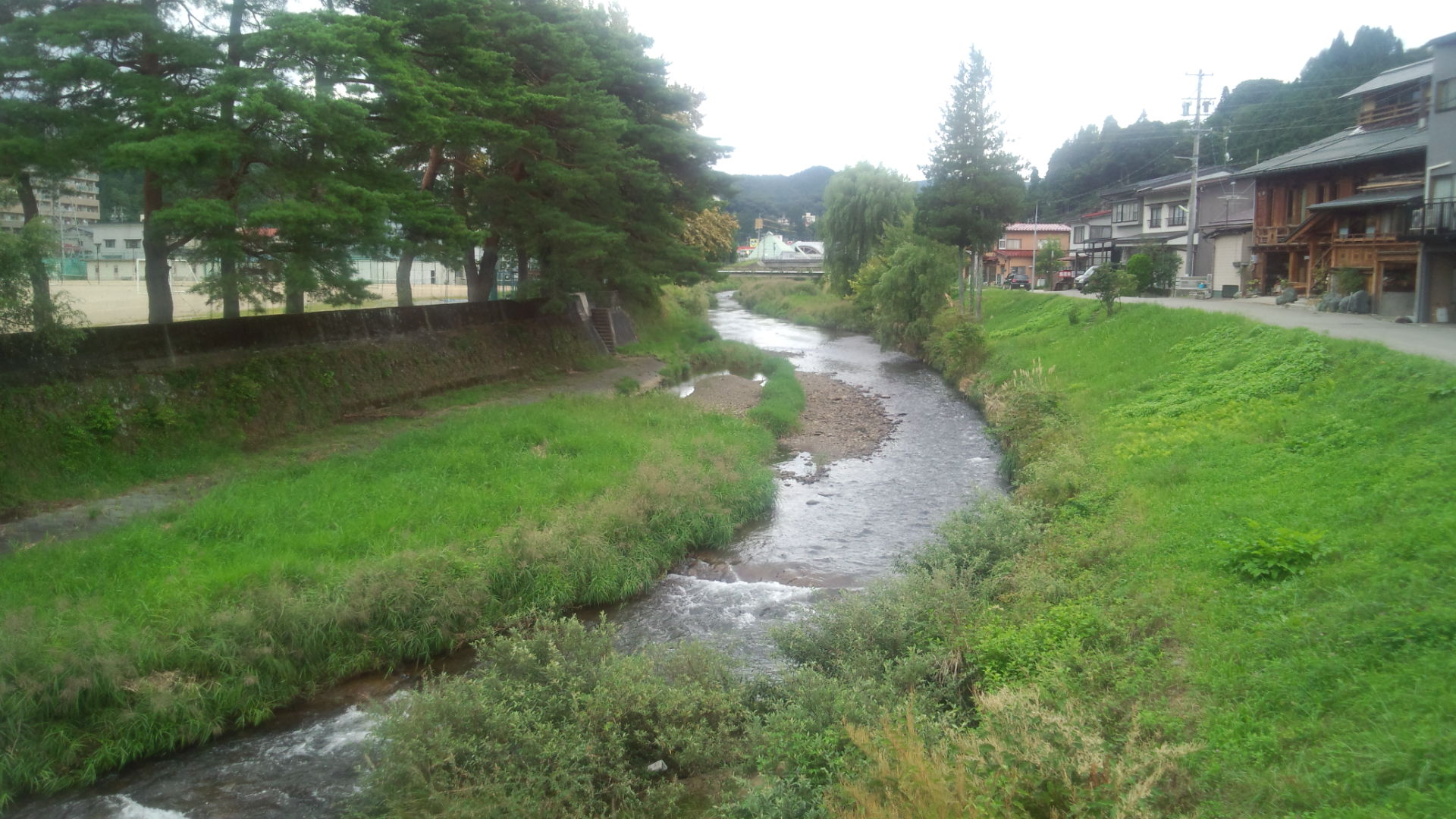
白線流しの行われる斐太高等学校前

白線流し（はくせんながし）は、毎年、卒業式当日に卒業生たちが学帽の白線とセーラー服のスカーフを一本に結びつけ川に流す行事。例年3月1日に、岐阜県高山市にある岐阜県立斐太高等学校で、学校前を流れる大八賀川において行われており、昭和中期、一時中断していたが復活。70年以上続いている。
本記事では、この行事を元にしたテレビドラマについても述べる。

## 歴史
大正時代、旧制斐太（ひだ）中学校で、授業をボイコットして退学処分になった学生たちが、学校を去るとき学帽を川に投げ捨てたのが変化し、1930年代後半、卒業式のあとに卒業生が学帽の白線を川に流したのが始まり。当初は一部の卒業生が三々五々、個々に白線を流していたが、やがて友人どうし白線を結んで流すようになった。戦後、生徒会主催の『白線流し』の行事となり、斐太高校で続いている。
旧制中学時代は、男子生徒のみの在籍であることから、学生帽の白線を流していたが、戦後の学制改革で新制高校となり男女共学化されて以降、セーラー服のスカーフが加わった。川を挟んで、校舎側に並んだ在校生が『送別歌』を歌い、対岸に並んだ卒業生が『巴城ヶ丘（はじょうがおか）別離の歌』を歌いながら、一本につないだ白線と白スカーフを流す。以前は、流した白線は下流で回収して乾かし、ボランティア団体に譲渡していたが、近年それはなくなり、乾燥させた上で処分される。
『白線流し』の時に歌われる『送別歌』と『巴城ヶ丘別離の歌』は、ともに斐太高校のオリジナルソングである。『送別歌』は1960年に作られたものだが、『巴城ヶ丘別離の歌』は、太平洋戦争末期、戦地に赴く学友への惜別歌として旧制斐太中学の生徒によって作られたもので、白線流しの時に真意を伏せて歌われ、以後、白線流しの歌として、今も歌い継がれている。なお、新制高校になってからは、前口上と歌詞中の「斐中」が「斐高」に、「四年」が「三年」に、「四星霜」が「三星霜」に修正されて歌われている。
1970年代にはこの行事は行われなくなっていたが、1976年1月から4月にTBSで放送された仁科明子、沖雅也主演のテレビドラマ『木下恵介・人間の歌シリーズ 早春物語』に取り上げられたことがきっかけで、復活した。
このほか、岐阜県益田郡萩原町（現・下呂市）にあった岐阜県立益田高等学校（現・岐阜県立益田清風高等学校）でも、1950年代に白線流しが行われていたという記録がある。

## テレビドラマ化
『白線流し』という行事が再び全国的に知れ渡ったのは、フジテレビの横山隆晴によって『早春物語』の放送から15年後の1992年3月29日に、この年に卒業式を迎える斐太高校3年G組の生徒達を追ったドキュメンタリー番組『別離（わかれ）の歌〜飛騨高山の早春賦・『白線ながし』〜』が放送されたことがきっかけだった。
その4年後の1996年には、フジテレビ系列で連続テレビドラマ『白線流し』が放映され、いっそう知名度があがった。この作品は斐太高校の「白線流し」をヒントに制作されているが、舞台を長野県松本市の実在しない松本北高校に移し、生徒たちの青春群像が描かれた。松本市では「白線流し」の行事を行っている高校はない。
ドラマ『白線流し』終了後には、斐太高校3年G組のその後を追った『白線ながし〜4年後の早春賦〜』も放送されている（関東地方では1996年4月20日にフジテレビで放送）。

## テレビドラマ
1996年1月11日より3月21日まで毎週木曜日22:00 - 22:54に、フジテレビ系列の「木曜劇場」枠で放送された。主演は長瀬智也、酒井美紀。主題歌はドラマのための書き下ろしではない、既存の曲であったスピッツの「空も飛べるはず」が起用された。キャッチコピーは、「高校時代、生意気だった。何もできなかったけど。」。

### あらすじ
長野県松本市の松本北高校（架空）卒業間近の3年生を中心とした男女7人の青春物語。偶然出会った定時制生徒との友情、恋愛を松本の静かな風景の下で高校卒業まで綴っていくストーリー。
全日制高校生と同じ机を使う定時制高校生の恋愛は、見上げてごらん夜の星をが先行作として、存在する。

### キャスト

#### 主要人物
大河内 渉（おおこうち わたる）
演 - 長瀬智也
松本北高校の定時制に通う青年。母親が家を出て行ったあと父親が癌で亡くなり、引き取られた親戚の家でも肩身が狭い思いをしたことから、中学卒業後は一人暮らしをしながら相馬製作所で働き、亡くなった父のように天文台で働くことを目指している。成績優秀で真面目な性格だが、不幸な生い立ちからひねくれてしまっており、他人に深入りすることを嫌い、誰に対しても距離を置くようなところがある。
高校卒業後は日本大学に合格するも辞退し、北海道苫前郡初山別村のしょさんべつ天文台に就職したものの、「二十歳の風」から「旅立ちの詩」の間で大卒の理科の教師が兼任することになり、居場所が無くなったため退職。その後東京で園子と同棲生活を始めるも、定時制高校卒ということもあり、就職できず、ホストクラブで働き始める（園子には警備の仕事と嘘をついていた）。その後、園子と別れ青年海外協力隊としてスリランカへ行く。帰国後の「二十五歳」では青年海外協力隊の同僚だった美里と結婚（実際には未入籍だった）するも、のちに死別。「夢見る頃を過ぎても」のラストでは、念願だった松本の小川天文台の仕事に就く。
七倉 園子（ななくら そのこ）
演 - 酒井美紀
松本北高校3年生。明確な夢や目標を持てず、迫り来る進学に悩みを抱えている。現役時は信州大学を受験予定だったが、当日のハプニングにより受験せず、一浪する。1年後、早稲田大学に入学し上京するも、高校卒業時に立てた教師になるという夢を見失い、大学卒業後は東京の小さな出版社でアルバイトとして働くことに。当初は苦労していたが、だんだん仕事が楽しくなってきた矢先、故郷松本の松本白稜高校からの誘いを受け、臨時講師として働く。その後、教員採用試験に合格し、母校の松本北高校に勤務する。
シリーズを通して渉に恋心を抱いている。「二十歳の風」までは順調な交際を続けていたが、「旅立ちの詩」で別れることになる。「二十五歳」では渉の結婚を知り、白線を流した川で号泣する。「夢見る頃を過ぎても」では優介と交際し婚約までするが、渉への思いを捨てきれず別れを切り出す。
白線には「勇気のない自分」と書いている。
飯野（富山） まどか（いいの 〈とみやま〉まどか）
演 - 京野ことみ
松本北高校3年生。慎司とは高校時代から恋人同士。園子とは中学からの同級生。推薦による都内の大学への進学が決まっていたが、慎司の雪山遭難をきっかけに将来を考え直し、看護師を目指すために名古屋の看護学校に進学する。
「19の春」では慎司と別れ先輩医師と付き合っていたが、半ば捨てられる形で別れ、泣きつく形で慎司と復縁する。看護学校卒業後は信州大学医学部付属病院で看護師として働いている。「旅立ちの詩」で7年交際した慎司と結婚。「二十五歳」以降のクレジットは「富山まどか」になっている。「二十五歳」で息子・慎吾をもうけるも、「夢見る頃を過ぎても」では仕事と育児の両立でノイローゼ気味で、慎司との喧嘩が絶えない日々を送っていた。
園子の良き相談相手。
白線には「甘い物」と書いた。
長谷部 優介（はせべ ゆうすけ）
演 - 柏原崇
松本北高校3年。京都大学への進学を目標として勉学に励み、成績は常に学年5位以内だったが運動音痴。入試直前に信州銀行・松本支店長の父・敏之が不正融資疑惑で逮捕され大きく揺れるが、その後出会った信濃タイムスの記者・宇佐美の影響を受け、弁護士を目指すことに。
念願の京都大学に進学したが、パチンコ・麻雀に明け暮れ、留年。その後大学を卒業し司法修習生を経て弁護士になるも、自分の思い描いていた理想とのギャップにずっと悩んでいる。プライドが高く、はっきりと物事を言うタイプ。園子に思いを寄せている。その後園子は渉と交際することになり、自身は茅乃と交際していたが、自然消滅。「夢見る頃を過ぎても」では園子と交際を始め、婚約までするが結局ふられてしまう。しかし天文台のプラネタリウム作りに参加するなど、友人としての付き合いは続けている。
白線には「机上の空論」と書いた。
橘 冬美（たちばな ふゆみ）
演 - 馬渕英里何
松本北高校3年。部活は演劇部で将来は女優になることを目指しており、卒業後は上京し、小さな劇団で役者を目指す。その後、ドラマに出演するなど女優としても活動するようになるが、自分には裏方が向いていると感じ、脚本家を目指す。
「二十歳の風」では、自律神経の病気にかかっており、人生に絶望していた時に優しく相談に乗ってくれた慎司に片想いしていた（ただし、まどかといる慎司のことが好きだった）。「二十五歳」では、職場で出会った士郎と同棲していたが、「夢見る頃を過ぎても」で愛想をつかし別れる。また、転職しており、宴会場スタッフになっている。
実家は浅間温泉にある旅館。「二十歳の風」で後述の姉が継いでいる。
「旅立ちの詩」では、松本北高校同級生達のこれまでを物語として書きたいと打ち明け、「白線流し」の仮題で執筆を始める場面があり、当ドラマの脚本家・信本敬子を連想させる描写がある。
白線には「ひねくれた性格」と書いた。
富山 慎司（とみやま しんじ）
演 - 中村竜
松本北高校3年。運動神経抜群だが勉強は苦手。まどかとは恋人同士で、まどかのワガママにいつも振り回されている。卒業目前に雪山で遭難し、救出されたものの一時記憶喪失に。しかし仲間の支えで記憶を取り戻し、救出してくれた隊員に感銘を受け、それまで特に将来何になりたいという目標はなかったが、山岳救助隊の隊員を目指すべく卒業後は警察官になる。
その後、「旅立ちの詩」では、夢が叶って山岳救助隊の隊員になり、7年交際したまどかと結婚。「二十五歳」で息子・慎吾を授かる。仕事に家庭に充実した毎日を送っていたが、「夢見る頃を過ぎても」で、誤って園子の教え子カップルを追跡し、ケガをさせてしまう。さらにまどかが育児と家事と仕事の両立でノイローゼ気味になっていたこともあり、家族のために警察官を辞め実家の神社の神主になった。7人の中では唯一松本を離れていない。
白線には「優柔不断」と書いた。
汐田 茅乃（しおた かやの）
演 - 遊井亮子
渉と同じ工場で働く女性。松本市内の私立高校中退。実家は売れない洋品店。渉に恋心を抱いており、園子に嫌がらせを繰り返す。保護観察期間中で筋金入りのワルだったが、6人との友情に触れ、改心。メンバーに加わった。
東京の生地屋で働いた後、スタイリストの道に進む。「二十五歳」までは順風満帆に見えたが、「夢見る頃を過ぎても」で独立した直後に女優との契約を打ち切られ、一転借金取りに追われる生活になってしまう。それでも持ち前の強気な性格でたくましく生きている。「19歳」では優介と交際し、同棲をしていたが、ギャンブルに明け暮れる優介に愛想をつかし、家を出る。その後、「二十歳の風」で復縁するも自然消滅。その後は仕事が忙しく、恋愛する暇もなかった。
第7話で優介達に借りた金を返すために優介の住所を教えてもらおうとした時（第9話）以外、高校の校舎に入ったことがなかったが、「夢見る頃を過ぎても」でプラネタリウム作りに参加するため、松本北高校の校舎に足を踏み入れる。
白線には「喧嘩っ早い自分」と書いた。

#### 七倉家
七倉 彩子（ななくら あやこ）
演 - 松本留美
園子の母。心配性で、過干渉ぎみに園子に口うるさく言う。夫・克彦没後の「二十五歳」では自宅兼医院を処分し、以降はホームヘルパーとして働きながらマンションで園子と暮らす。園子と二人暮らしを始めてからは犬を飼い始めた。
七倉 克彦（ななくら かつひこ）
演 - 山本圭
園子の父で開業医。厳しさと優しさを兼ね備えた性格。まさに一家の大黒柱といった雰囲気で、穏やかに妻子を見守る。時折、人生に悩む園子を暖かい語り言葉で後押しする。スペシャル「旅立ちの詩」で急逝し、それ以降のSPでは写真、回想で出演。1947年5月12日生まれ。

#### その他
小澤 雅子（おざわ まさこ）
演 - 余貴美子
松本北高教諭。園子たち5人が在籍する3年A組の担任。サバサバした性格で生徒たちを暖かく見守る。スペシャル「夢見る頃を過ぎても」では教育委員会に異動、園子発案の天文台での校外学習を後押しする。
相馬 一朗（そうま いちろう）
演 - 平泉成
渉と茅乃が働く相馬製作所の社長。松本北高の野球部出身で優介の父・敏之とは幼馴染であり、バッテリーを組んでいた間柄である（相馬がピッチャーで、敏之がキャッチャーだった）。スペシャル「二十歳の風」では資金繰りが上手くいかず工場を畳み、自殺未遂を起こす。
長谷部 敏之（はせべ としゆき）
演 - 佐々木勝彦
優介の父。進学校の松本北高から一流の大学を出て、信州銀行・松本支店の支店長を務めている。先述のように相馬製作所の所長・相馬一朗とは同じ松本北高の野球部出身の友人である。そのため、相馬製作所が資金繰りに困る度に製作所に融資をして、相馬を助けていた。しかし、銀行の何者かによって不正融資疑惑をかけられ、長野県警に逮捕された。ところが、信濃タイムスの宇佐美の取材記事により、無実が証明された。「二十歳の風」では、パチンコ屋で働いている。
山村 扶沙子（やまむら ふさこ）
演 - 白川和子
渉の母。浮気が原因で渉の父とは生前に離婚。再婚した後、渉の異父弟を出産し東京で暮らしていたが、夫の事業が失敗し富山に移り住む。

#### ゲスト

##### 連続ドラマ（1996年）
田沼 源五郎（たぬま げんごろう）
演 - 下條正巳
松本市内で『すし源』という寿司屋を営む寿司職人。自称『信州一の寿司職人』で、通称「源さん」。雪山遭難で入院した慎司と同室になった縁で慎司達とも親しくなり、慎司のことは「しんのじ」と呼んでいる。昔、隣の女学校に通っていた「おたみちゃん」という女学生に園子が似ていることから、園子を「おたみちゃん」と呼び、とても気に入っており、慎司の退院祝いのために園子達5人に自身の店で寿司をご馳走した。生家は岐阜県高山市で、旧制斐太中学の卒業生でもあり、「白線流し」のルーツを園子に語る。慎司達の前では気丈に振るまっていたが、実は毎晩痛み止めの注射を打っていた。慎司が退院した後、程なくして亡くなる。10話で登場。
宇佐美 正（うさみ ただし）
演 - 今井雅之
優介の父の収賄事件を追う、信濃タイムス松本支局の記者。優介の父が無実であることを突き止め、優介が弁護士を志すきっかけを作る。
橘 朋子（たちばな ともこ）
演 - 加藤貴子
冬美の姉。第4話・7話・10話に登場。「二十歳の風」では、実家の浅間温泉の旅館を継ぐこととなる。
百瀬（ももせ）
演 - 杉山亜矢子
看護師。第9話・10話に登場。まどかが看護師になるきっかけを作る。

##### 「19の春」（1997年）
原田 将吾
演 - 井川比佐志
しょさんべつ天文台長。渉と同居している。息子を亡くしている。
医師
演 - 袴田吉彦
名古屋医科大学病院の医師。まどかの名古屋の看護学生時代の交際相手。
植田 尚也
演 - 門田祥穂
早稲田大学テニスサークルの先輩。
白川 環
演 - 渋谷琴乃
園子の小学校時代のクラスメイト。早稲田大学テニスサークルのメンバー。

##### 「二十歳の風」（1999年）
永井 ヒトミ（ながい ヒトミ）
演 - 水川あさみ
園子の家庭教師の教え子。屈折しており、園子たちに迷惑を掛ける。
永井（ながい）
演 - 清水章吾
家庭を顧みないヒトミの父。作中で下の名前は明かされていない。
橘 宮子（たちばな みやこ）
演 ‐ 木村翠
冬美と朋子の母。

##### 「旅立ちの詩」（2001年）
豊橋 和宏（とよはし かずひろ）
演 - 小日向文世
園子がアルバイトをする出版社編集長。園子に冷たい。
新見 延之
演 - ダンカン
渉が働き出すホストクラブ店長。ハローワークで渉をスカウトした。店は警察に摘発される。
金井 美佳（かない みか）
演 - 星野有香
園子がアルバイトをする出版社の社員。園子に厳しく接する。

##### 「〜二十五歳」（2003年）
芳川 美里（よしかわ みさと）
演 - 原沙知絵
渉の内縁の妻。青年海外協力隊として行ったスリランカで渉と出会い帰国。その後渉と結婚（実は未入籍だった）し、高山の実家で暮らす。スペシャル「夢見る頃を過ぎても」で病死。
高坂 聖（こうさか ひじり）
演 - 横山裕（関ジャニ∞）
園子が臨時採用された高校の教え子。高校時代の渉のような屈折した性格。
菅田 士郎（すだ しろう）
演 - 永井大
冬美がアルバイトをする工事現場の同僚。その後交際へ発展するも、「夢見る頃を過ぎても」で破局。
ホームレス
演 - 國村隼
優介が町で出会ったホームレス。優介に名前を聞かれるも答えなかった。
本多 一也（ほんだ かずや）
演 - 小木茂光
優介が勤める法律事務所の先輩弁護士。
蓮見 隆司（はすみ たかし）
演 - 浅野和之
松本白稜高校教員。園子が副担任を務めるクラスの担任。
聖の母
演 - 高畑淳子
夫と離婚後、弟のみ引き取り東京で暮らし、聖に冷たい。

##### 「〜夢見る頃を過ぎても」（2005年）
千住 豊（せんじゅ ゆたか）
演 - 小出恵介
園子の教え子。松本北高校3年。スポーツ推薦での大学進学が決まっている。
後藤 加奈（ごとう かな）
演 - 西原亜希
豊の彼女。松本北高校3年。
村山（むらやま）
演 - 大杉漣
閉鎖がうわさされる小川天文台長。今は亡き渉の父とは同僚だった。
娘
演 - 上原美佐
小木茂光演じる優介の先輩弁護士のクライアントの愛娘。優介に離婚調停を依頼する。

### スタッフ
- 脚本 - 信本敬子、原田裕樹
- 音楽 - 岩代太郎
- 演出 - 木村達昭、岩本仁志、本間欧彦
- 主題歌 - スピッツ『空も飛べるはず』
- 挿入歌 - 『ロビンソン』（第5話）、スピッツ『Y』（最終話）
- サウンドトラック - 『空も飛べるはず〜白線流しオリジナル・サウンドトラック〜』（1996年1月25日、ポリドールより発売）
- 企画 - 山田良明、横山隆晴
- プロデューサー - 本間欧彦、関本広文
- 制作著作 - フジテレビ

### 受賞歴
- 第8回ザテレビジョンドラマアカデミー賞[8][9]
  - 最優秀作品賞
  - 主題歌賞（スピッツ）
  - 新人俳優賞（酒井美紀）
  - 監督賞（木村達昭､岩本仁志､本間欧彦）
  - キャスティング賞

### 放送日程

#### 連続ドラマ（1996年）
| 各話                                                       | 放送日        | サブタイトル         | 脚本     | 演出     | 視聴率 |
| ---------------------------------------------------------- | ------------- | -------------------- | -------- | -------- | ------ |
| 第1話                                                      | 1996年1月11日 | 卒業までの200日      | 信本敬子 | 木村達昭 | 10.2%  |
| 第2話                                                      | 1996年1月18日 | 哀しみの四角い星座   | 信本敬子 | 木村達昭 | 09.8%  |
| 第3話                                                      | 1996年1月25日 | 天文台の秘密         | 信本敬子 | 岩本仁志 | 09.6%  |
| 第4話                                                      | 1996年2月01日 | 裏切られたラブレター | 信本敬子 | 岩本仁志 | 09.6%  |
| 第5話                                                      | 1996年2月08日 | 泡雪の様な恋の始まり | 信本敬子 | 木村達昭 | 12.4%  |
| 第6話                                                      | 1996年2月15日 | 涙に消えたカシオペア | 原田裕樹 | 木村達昭 | 11.1%  |
| 第7話                                                      | 1996年2月22日 | 偽りの微笑・東京編   | 信本敬子 | 岩本仁志 | 10.5%  |
| 第8話                                                      | 1996年2月29日 | 君が想い出になる前に | 信本敬子 | 岩本仁志 | 12.3%  |
| 第9話                                                      | 1996年3月07日 | 星空に咲いた友情の花 | 原田裕樹 | 本間欧彦 | 12.6%  |
| 第10話                                                     | 1996年3月14日 | 天使の孤独           | 信本敬子 | 岩本仁志 | 12.6%  |
| 最終話                                                     | 1996年3月21日 | 空も飛べるはず       | 信本敬子 | 木村達昭 | 12.4%  |
| 平均視聴率 11.2%（視聴率は関東地区・ビデオリサーチ社調べ） |               |                      |          |          |        |

#### スペシャル（1997年 - 2005年）
- 高校卒業後のそれぞれの生き様を描いた。

| 放送日         | 放送時間      | サブタイトル                  | キャッチコピー                                                          | 脚本     | 演出     | 視聴率 |
| -------------- | ------------- | ----------------------------- | ----------------------------------------------------------------------- | -------- | -------- | ------ |
| 1997年08月08日 | 21:03 - 23:22 | 白線流し 19の春               | 19歳の、流れは速い。                                                    | 信本敬子 | 岩本仁志 | 19.3%  |
| 1999年01月15日 | 21:00 - 23:02 | 白線流し 二十歳の風           |                                                                         | 信本敬子 | 岩本仁志 | 14.4%  |
| 2001年10月26日 | 21:00 - 22:52 | 白線流し 旅立ちの詩           | 高校を卒業しても、大学を卒業しても、 ぼくらは、まだ、旅立てないでいた。 | 信本敬子 | 高橋正秀 | 17.1%  |
| 2003年09月06日 | 21:00 - 23:09 | 白線流し 〜二十五歳           | いま、ぼくたちは 人生のどのへんを走っているんだろう？                   | 信本敬子 | 本間欧彦 | 16.0%  |
| 2005年10月07日 | 21:00 - 23:22 | 白線流し 〜夢見る頃を過ぎても | それぞれの空へ飛び立った星たちの、 夢はいつまでも、つながっているんだ。 | 信本敬子 | 加藤裕将 | 14.5%  |

### ロケ地
- 長野県松本市：主な舞台となっている。松商学園高等学校（ドラマでは松本北高校）、松本電気鉄道上高地線、深志神社（慎司の実家）、信州大学医学部附属病院（まどかの職場）、松本駅、尾上の湯旅館（浅間温泉）（冬美の実家）、薄川（白線流しをした川）ほか。白線流しの風習の無い松本市に変更したのは、長瀬ら多忙な出演者の移動時間を考慮したため。
- 長野県小川村：小川天文台、
- 北海道苫前郡初山別村：日本海オロロンラインしょさんべつ天文台やみさき台公園周辺、天塩郡遠別町字金浦の海岸など。
- 東京都内：第1話・第7話、「19の春」など。
- 岐阜県高山市：最終話、「夢見る頃を過ぎても」で登場。岐阜県立斐太高等学校など。

### 重要アイテム
- 宮沢賢治 『新編銀河鉄道の夜』新潮文庫、1989年6月。ISBN 978-4101092058。
園子と渉が出会った際に渉が持っていた本。連ドラやSP編で度々登場している。
- 林完次『宙ノ名前』光琳社出版、1995年8月。ISBN 978-4771301924。
  - 林完次『宙の名前 新訂版』角川書店、2010年7月。ISBN 978-4048544832。

松本北高校での園子と渉の出会いに重要な役割を果たした本である。園子が図書室でこの本を借りたその日、卒業アルバム委員の優介にキスをされた園子が逃げていく途中でこの本を落とし、渉が拾ったのが二人の関係のきっかけとなる。渉は天文台勤務の父を持ち、園子は天体望遠鏡を持っており、天文好きの二人をつなぐ。

| フジテレビ系列 木曜劇場                                           | フジテレビ系列 木曜劇場                                                | フジテレビ系列 木曜劇場                                   |
| 前番組                                                            | 番組名                                                                 | 次番組                                                    |
| ----------------------------------------------------------------- | ---------------------------------------------------------------------- | --------------------------------------------------------- |
| 恋人よ （1995.10.19 - 1995.12.21）                                | 白線流し （1996.1.11 - 1996.3.21）                                     | Age,35 恋しくて （1996.4.18 - 1996.6.27）                 |
| フジテレビ系列 金曜エンタテイメント                               |                                                                        |                                                           |
| せつない探偵 柚木草平の殺人レポートIII （1997.8.1）               | ドラマスペシャル 白線流し 19の春 （1997.8.8）                          | 美人記者 香坂冬子の名推理 （1997.8.15）                   |
| 新春ドラマ特別企画‘99 スチュワーデス刑事３ （1999.1.8）           | 成人の日スペシャル 白線流し 二十歳の風 （1999.1.15）                   | 山村美紗サスペンス 京都夜の祇園姉妹殺人事件 （1999.1.22） |
| ミステリー作家 小春センセイの事件簿 （2001.10.19）                | 白線流し 旅立ちの詩 （2001.10.26）                                     | ピッキングトリオの事件簿 （2001.11.2）                    |
| 秋のヒューマンドラマスペシャル ずっと逢いたかった。 （2005.9.30） | 金曜エンタテイメント特別企画 白線流し 夢見る頃を過ぎても （2005.10.7） | 赤い霊柩車20 血の鎮魂歌 （2005.10.14）                    |
| フジテレビ系列 ゴールデンシアター                                 |                                                                        |                                                           |
| きっかけはディズニー ターザン （2003.8.30）                       | ゴールデンシアター特別企画 白線流し 二十五歳 （2003.9.6）              | 英雄の条件 （2003.9.13）                                  |

## 関連書籍
- 岐阜県立斐太高等学校創立百周年記念事業実行委員会 編『斐太高校百年史』岐阜県立斐太高等学校、1986年。
- フジテレビジョン、フジテレビ出版 編『白線流しを知っていますか 18歳の別れ、旅立ち』角川書店、1996年3月。ISBN 978-4048526586。
- 信本敬子（著）、松岡智惠（ノベライズ）『白線流し』 扶桑社、1997年8月。ISBN 978-4594022921。
- 浅見裕子 『白線流し それからの私たち』日本リアリズム写真集団、2009年12月。ISBN 978-4931078079。